# Walentin Iwanowitsch Zwetkow
Walentin Iwanowitsch Zwetkow (russisch Валентин Иванович Цветков; * 27. August 1948 in Florești, Moldauische Sozialistische Sowjetrepublik; UdSSR; † 18. Oktober 2002 in Moskau, Russland) war ein russischer Politiker und Staatsmann. 2002 wurde er Opfer eines Auftragsmordes.

## Leben
1974 absolvierte Zwetkow das Maschinenbauinstitut in Saporischschja (heute Technische Universität Saporischschja). Im Anschluss daran zog er nach Magadan und war dort bis 1990 als Abteilungsleiter eines Reparatur- und Mechanikwerks, danach als Direktor eines Holzverarbeitungswerks tätig.
Im Dezember 1993 wurde Zwetkow als Abgeordneter in den Föderationsrat Russlands gewählt. Drei Jahre später zog er als Abgeordneter in die Staatsduma.
Am 3. November 1996 wurde Zwetkow zum Gouverneur der Oblast Magadan gewählt. Im Januar 1997 wurde er zum Mitglied des Föderationsrates.
Am 18. Oktober 2002 wurde Zwetkow durch Kopfschüsse in unmittelbarer Nähe des Vertretungsgebäudes der Oblast Magadan in Moskau ermordet. Als Verdächtige wurden Alexander Sacharow und Martin Babakechjan in den Jahren 2006 bzw. 2008 identifiziert und festgenommen. Sie wurden 2011 zu 13,5 bzw. 19 Jahren Haft verurteilt.